# Mounaime Sassioui
Mounaime Sassioui (* 20. März 1995 in Marokko) ist ein marokkanischer Leichtathlet, der sich auf den Hindernislauf spezialisiert hat.

## Sportliche Laufbahn
Erste internationale Erfahrungen sammelte Mounaime Sassioui im Jahr 2019, als er bei der Sommer-Universiade in Neapel in 8:30,24 min vorläufig die Goldmedaille gewann. Vier Wochen zuvor hatte er beim Leichtathletik-Meeting in Hérouville-Saint-Clair mit 8:22,66 min eine persönliche Bestleistung aufgestellte. Beide Ergebnisse wurden ihm später wegen Dopings aberkannt.

## Doping
Anfang 2021 gab die Unabhängige Integritätskommission (AIU) des Weltleichtathletikverbandes World Athletics bekannt, dass Sassioui für vier Jahre vom 13. Juni 2019 bis 25. Juli 2023 gesperrt und seine Ergebnisse ab dem 13. Juni 2019 gestrichen wurden. In einer Probe vom 13. Juni 2019 im Rahmen eines Leichtathletik-Meetings in Hérouville-Saint-Clair war Erythropoetin (EPO) nachgewiesen worden.

## Persönliche Bestleistungen
- 1500 m: 3:49,62 min, 2. April 2017 in Meknès
- 3000 m Hindernis: 8:27,2 min, 23. Mai 2018 in Rabat